# 圆二色性
圓二色性（英語：Circular dichroism, 缩写：CD）是涉及圆偏振光的二色性，即左旋光的和右旋光的差分吸收。
左旋圆（LHC）的和右旋圆（RHC）的偏振光表示一个光子的两种可能的自旋角动量状态，因此圆形二色性也被称为自旋角动量的二色性。这种现象在19世纪上半叶被让-巴蒂斯特·毕奥(Jean-Baptiste Biot)，奥古斯丁·菲涅耳(Augustin Fresnel)和艾梅·克顿（Aime Cotton）发现。它在光学活性手性分子的吸收带中被显示。CD光谱学在许多不同领域中具有广泛的应用。最值得注意的是，使用UVCD来研究蛋白质的二级结构。UV/可见光CD被用于研究电荷转移跃迁。近红外CD被用于通过探测过渡金属的d→d跃迁来研究分子的几何和电子结构。振动圆二色性，其使用来自红外能量区的光，被用于小有机分子的结构研究，并且最近被用于研究蛋白质和DNA。

## 物理原理
一般而言，生物分子大多都具有手徵性，也就是說它們在結構上有其他分子式相同但結構式不同的對映異構體(分為L型和D型)，除此之外它們在光學特徵上也有所差異。
通常光源在未經特殊處理前，其偏振方向通常是呈各種方向散射，經過起偏器偏振化後，光波會變為偏振方向單一的光波（稱為線性偏振光）。當此平面偏振光通過手徵性生物分子後，會分成左旋和右旋兩道圓偏振光，最後再經過一道偏光鏡使其重合為一線性偏光。
由於手徵性生物分子結構上的影響，而使得左旋與右旋圓偏振光在折射率上有所差異，因此在重合後會產生附加的相位差，從而使得射出的合成線偏光在角度上產生偏轉。
因為生物分子皆會在某一特殊光波長下有吸收光，它們除了對左旋與右旋的吸收度不同外，振幅也不同。因此随着時間的，左、右旋兩道圓偏光重合後的行進方式將由原來的圓型變為橢圓型。由行進速度不同振幅也不同的左、右旋圓偏光疊加重合後所產生的不再是線性偏振光，而是橢圓偏振光，這種特性即稱為圓二色性。

## 参阅
- 线性二色性(LD)
- 磁性圆二色性(MCD)
- 旋光
- 手性
- 克顿-莫顿效应

## 外部連結
- Circular Dichroism explained（页面存档备份，存于）
- Circular Dichroism at UMDNJ – a good site for information on structure estimation software [broken link]
- Electromagnetic waves – Animated electromagnetic waves. The Emanim program is a teaching resource for helping students understand the nature of electromagnetic waves and their interaction with birefringent and dichroic samples
- An Introduction to Circular Dichroism Spectroscopy – a very good tutorial on circular dichroism spectroscopy